# Mkhambathini
Mkhambathini es un municipio local sudafricano situado en el distrito de Umgungundlovu, en la provincia de KwaZulu-Natal.

## Superficie
Mkhambathini tiene una superficie de 868,5 km².

## Demografía
En 2022, tenía 61 660 habitantes, una densidad poblacional de 71 hab./km², y 12 861 viviendas.